# Сорокопуд рудохвостий

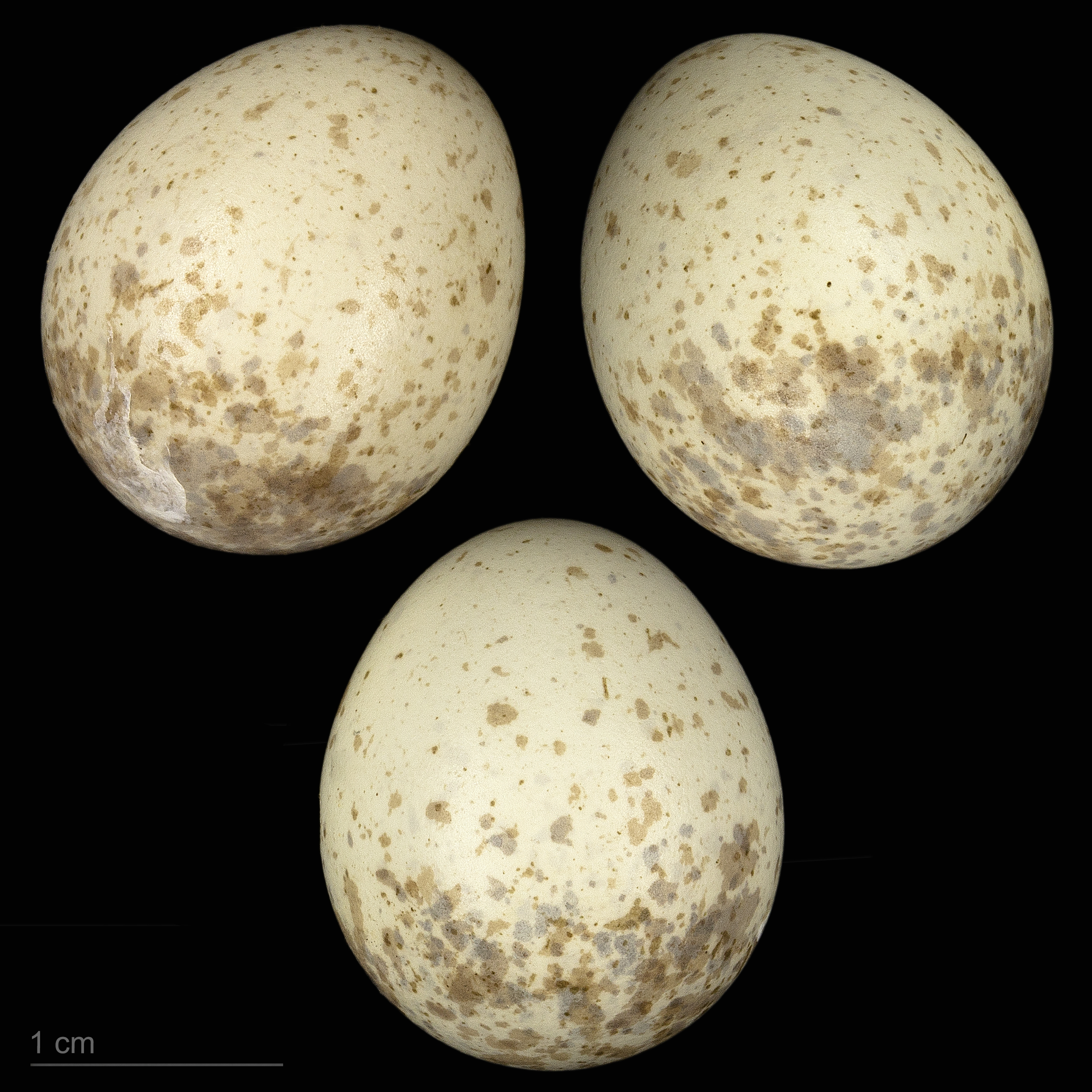
яйце Lanius isabellinus phoenicuroides - Тулузький музей

Сорокопу́д рудохво́стий (Lanius isabellinus) — вид горобцеподібних птахів родини сорокопудових (Laniidae).

## Поширення
Птах гніздиться в Монголії, на південному сході Алтаю, Забайкаллі, північному заході Китаю, в Казахстані та країнах Середньої Азії. Зимує на Аравійському півострові й на північному сході Африки. В Україні це випадковий вид, який іноді можна спостерігати на перельоті.

## Опис
Невеликий птах, 16—18 см завдовжки і вагою 26—33 г. Це птахи з масивною і стрункою статурою, великою овальною та подовженою головою, міцним гачкуватим дзьобом, округлими крилами, короткими і міцними ногами і довгим квадратним хвостом.
У самця верх голови, шия і спина сірувато-глинисті; лоб жовтувато-вохристий, криючі вуха чорні, вузька смужка під оком і пляма перед оком чорні, за оком є біла пляма. Махові коричневі з вохристими облямівками, а основа першорядних махових вохристо-білі і утворюють невелике «дзеркальце». Хвіст рудуватий. Горло, груди, черевце і боки світло-вохристі. Самиця майже не відрізняється від самця, але в загальному зверху світліша, а знизу блідіша. Дзьоб чорний, ноги темно-коричневі.